# Mutzschen
Mutzschen (äldre stavning Motzschen) är en tysk ort i förbundslandet Sachsen. Den var flera år en självständig stad och infogades den 1 januari 2012 i staden Grimma. Antalet invånare var vid denna tidpunkt 2 272.
Orten uppkom bredvid en borg och den senare ändrades under 1700-talet till ett slott i barockstil. Förutom slottsparken finns en stadspark med skulpturer i orten. Mutzschens ekonomi domineras av jordbruket i det omkringliggande landskapet. Den har en egen utfart vid motorvägen A14 som går mellan Dresden och Magdeburg.